# Mimoun El Oujdi
Mimoun El Oujdi (en arabe : ميمون الوجدي), nom de scène de Mimoun Bekkouch, né le 1er janvier 1950 à Oujda et mort le 3 novembre 2018, est un chanteur marocain appartenant au genre de musique à prédominance raï.

## Biographie
Mimoun El Oujdi est né Mimoun Bekkouch (ميمون بكوش) à Oujda en 1950. Entre 1982 et 2012, Mimoun El Oujdi a publié dix-huit albums, dont Barmān (1985), Alamāne (1995) et Soulouh (2008).
Il est décédé en novembre 2018 des suites d'un cancer et est inhumé au cimetière Chouhada à Oujda.

### Famille
Père de trois enfants, il est le frère de Kamal El Oujdi, également chanteur,. 

## Nom et titre
Comme d’autres chanteurs raïs maghrébins, il porte habituellement le titre « Cheb » (الشاب), qui signifie « jeune », et est généralement appelé Cheb Mimoun El Oujdi (الشاب ميمون الوجدي).

## Albums
- 2010 : Raqat al-basma (رقة البسمة)
- 2008 : Soulouh (سولوه)
- 2004 : Ghorba bla wniss (غربة بلا ونيس)
- 2000 : Marjāna (مرجانة)
- 1997 : Tnahad qalbi ki tfakart (تنهد قلبي كي تفكرت)
- 1996 : Aadite ezinne (عاديت الزين)
- 1995 : Alamāne (ألمان)
- 1992 : Az-zin wma darte fia (الزين وما درت فيا)
- 1990 : Alkay fat-talafun (الكي فالتيليفون)
- 1988 : Salwa al-maktāb (سالوا المكتاب)
- 1987 : Ana bagheit habibi (أنا بغيت حبيبي)
- 1986 : Ya moul taksi (يا مول الطاكسي)
- 1985 : Barmān (بارمان)
- 1984 : Ash-shidda ma tdoum (الشدة ما تدوم)
- 1984 : Ana ma nawlish (أنا ما نوليش)
- 1984 : Raha djaia mehnati (راها جاية محنتي)
- 1982 : En-nar kedāt (النار كدات)